# Белая Австралия

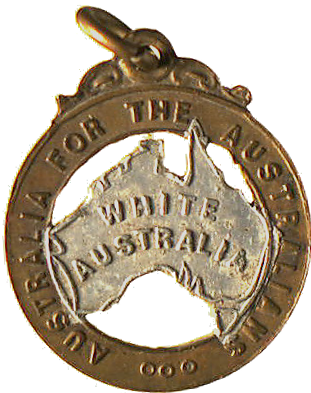
«Австралия для австралийцев». Значок 1910 года Ассоциация коренных жителей Австралии (белых австралийцев)

Белая Австралия (англ. White Australia Policy) — комплекс политических решений в рамках иммиграционной политики Австралии, который ограничивал приток «цветных» мигрантов в период с 1901 года до Второй мировой войны. Название «Белая Австралия» неофициальное, его использовали как зонтичный термин для законов, созданных с целью запрета миграции в Австралию для выходцев из Азии (в особенности Китая) и с тихоокеанских островов (в особенности Меланезии). В период с 1949 по 1973 год данные законы постепенно отменяли.

## Предпосылки формирования политики «Белой Австралии»

### Золотая лихорадка
Предпосылки для политики «Белой Австралии» начали формироваться ещё в 1850-х годах, когда золотая лихорадка в Виктории привела к наплыву иммигрантов со всего мира. В поисках богатства люди стекались в штат Виктория, а вместе с ними росли и конкуренция, и социальное напряжение. В особенности остро стоял вопрос об иммигрантах из Китая (в основном из Гуанчжоу), присутствие которых вызывало острое недовольство со стороны местных жителей. Австралийцев пугали неизвестные им болезни, которыми болели китайские иммигранты, ношение ими ножей, их пристрастие к азартным играм и наркотикам а также тот факт, что в какой-то момент количество приезжих достигло таких масштабов, что на каждого местного жителя приходилось по десять китайцев. Вскоре это напряжение привело к столкновениям, которые переросли в массовые протесты, самые крупные из которых были восстание в долине Бакленд и массовые беспорядки в Лэмбинг Флэт.
Итогом массовых демонстраций стал Акт о китайской иммиграции 1855, который впервые ограничил въезд китайцев в Австралию.

### Протесты рабочих
Протестные движения рабочих начались с того, что остро встал вопрос о так называемой «вербовке» (blackbirding) дешёвой рабочей силы. Тысячи жителей тихоокеанских островов (называемые канаками), попавших в долговое рабство, прибывали в Австралию для работы на сахарных плантациях Квинсленда. Обычные рабочие и профсоюзы были против такой практики, поскольку считали, что это отнимает работу у местных жителей и плохо сказывается на уровне заработной платы; труд белого рабочего тогда стоил 7 шиллингов в сутки.
Выгода в найме «цветных» рабочих хорошо видна из письма генерал-губернатора Австралии Джона Линлитгоу, адресованного премьер-министру Бартону Эдмунту. «День работы канаки (жителя Тихоокеанских островов) стоит 2 шиллинга 6 пенс. Японец стоит 3 шиллинга. Китаец — 4 шиллинга 4 пенс. Индиец — 5 шиллингов».
В 1870-х и 1880-х прошла серия протестных акций, организованных профсоюзами против использования иностранной рабочей силы.

### Вопрос идентичности
Также среди причин, побудивших австралийцев принять политику «Белой Австралии», было желание граждан защитить свою британо-австралийскую идентичность и национальность. Они опасались того, что иммигранты не из Европы (особенно из Китая, Японии и Малайзии) могут радикально изменить (или даже разрушить) привычное им британское общество и стиль жизни. Такие общественные настроения поддерживала уверенность в том, что неевропейские культуры не разделяют с ними тех же ценностей и идеалов, что делает невозможным национальное единство и процветание страны.
Эта идея ярко прослеживается в заявлениях второго премьер-министра Австралии Альфреда Дикина. «Сегодня нами [австралийцами] движет глубоко заложенный инстинкт, присущий каждому человеку или народу — инстинкт самосохранения. Единство нашего народа — залог единства Австралии; но это невозможно при смешении с другими расами», — говорил он.

### Угроза демократическому процессу
Другая причина заключалась в том, что австралийцы считали неевропейцев угрозой демократии, которая в это время активно формировалась в стране. Это было связано с тем, что граждане Австралии разделяли мнение о неспособности выходцев из других режимов пользоваться своими политическими правами и выполнять свой гражданский долг в рамках демократического государства. «Наша претензия к азиатам заключается не столько в том, к какой расе они принадлежат, а в том, что они не могут вместе с нами выполнять свой гражданский долг», — заявил сенатор Нового Южного Уэльса Эдвард Миллен.

## Закон об ограничении иммиграции 1901
Общественные настроения накалялись, отдельные штаты принимали свои ограничительные меры в отношении «цветных» мигрантов, и вскоре встал вопрос о единой антимиграционной политике. «Нет смысла закрывать глаза на то, что в Австралии растут антимиграционные настроения, связанные с появлением большого количества „цветных“ переселенцев. Разумеется мы не любим это обсуждать, но это правда», — обратился в 1898 году к этой проблеме премьер-министр Западной Австралии Джон Форрест на Федеральном съезде.
В 1901 году был принят Закон об ограничении миграции, ставший первым общеавстралийским законом, призванным ограничить въезд «цветных» мигрантов. Как говорится в его описании, этот документ должен был «наложить определенные ограничения на иммиграцию и депортировать всех ставших незаконными иммигрантов из страны».
Данный акт вводил понятие «запрещённый мигрант». Под него попадали следующие лица: слабоумные и душевнобольные; переносчики болезней; преступники; проститутки или люди, работающие в этой сфере; лица, которые по мнению Министра иностранных дел или сотрудника миграционной службы, могут потребовать государственного содержания; некоторые ремесленники.
Помимо этого был введён дополнительный барьер в виде обязательного письменного экзамена на знание европейских языков. Главной целью этого теста было не проверить грамотность потенциальных переселенцев, а обеспечить легальный предлог для запрета на въезд «цветных» мигрантов, не прописывая при этом прямым текстом, что представители какой-то национальности не могут приехать в Австралию. В период 1902 по 1909 из 1359 кандидатов только 59 прошли тест на знание языка, а после 1909 года его не сдал никто.
На диктанте мог попасться любой европейский язык, подбираемый сотрудником миграционной службы. Зачастую в отношении нежелательных мигрантов в качестве проверки выбирался именно тот язык, который кандидату был незнаком. Так, известного чешского журналиста и политического активиста Эгона Киша пришлось проверять несколько раз, пока он не всё-таки не провалил тест на знание гэльского языка. Он свободно владел многими европейскими языками, поэтому успешно сдал «первую серию диктантов». Однако по политическим причинам его не хотели видеть в стране, и австралийский военачальник Томас Блэми постановил об объявлении его «незаконным мигрантом» на основе Закона об ограничении иммиграции 1901.
Жёсткие меры по ограничению иммиграции были поддержаны обществом, а премьер-министр Уильям Моррис назвал «белую» политику «лучшим из достижений».

## Смена политического курса и завершение политики «Белой Австралии»
Первые шаги в сторону смягчения иммиграционной политики были предприняты вскоре после окончания Второй мировой войны. В военное время в Австралию прибыло 15 000 мигрантов, большое количество из них принадлежало к «цветным». Многие по завершении войны добровольно покинули страну, но некоторые уже успели создать семьи и хотели остаться. Первый министр по иммиграции Артур Калвелл предпринял попытку депортировать 800 оставшихся незаконных мигрантов, но это вызвало общественные протесты и привело к судебным разбирательствам.
В 1949 году преемник Калвелла Гарольд Холт разрешил оставшимся в стране «цветным» мигрантам подать заявление на вид на жительство, а уже в 1957 году неевропейцам было разрешено становиться гражданами Австралии после 15 лет проживания в стране. Новый миграционный закон от 1958 упростил систему требований к кандидатам на въезд в страну, а также отменил тестирование на знание европейских языков. Позже требования были снижены ещё сильнее. Так, если раньше к «цветным мигрантам» применялось строгое ограничение по уровню образования (только признанные и высококвалифицированные специалисты могли приехать в страну), то в 1970 году это требование стало мягче, и за критерий была взята просто хорошая квалификация.
Закат политики «Белой Австралии» ознаменовал Миграционный Акт 1966 года, который положил конец ограничениям на въезд в страну по расовому признаку. В 1975 австралийское правительство приняло Закон о запрете расовой дискриминации.
По состоянию на 2016 год 26 % австралийского населения родились не в Австралии, доля китайцев достигла 5,6 %. Австралийская миграционная программа позволяет людям из разных стран, вне зависимости от их национальности, культуры и вероисповедания приезжать в страну. К 2011 году 46 % жителей Австралии либо сами родились за границей, либо за границей родился хотя бы один из родителей.

## Критика

### Критические высказывания
Главным критиком политики «Белой Австралии» того времени стал Малколм Фрейзер. Он был сторонником концепции мультикультурализма, которая предполагает социокультурное многообразие и выступает за политику сохранения и развития в определенной стране культурных различий. В своей политике Фрейзер придерживался этих идей и старался увеличить миграционный поток из Азии для более скорого и успешного восстановления страны после войны. Также в рамках новой политики премьер-министр способствовал развитию мультикультурных СМИ (например, финансируемое государством радио, вещавшее на нескольких языках, SBS).
Менялась и обстановка на мировой арене. Если раньше подобные практики можно было встретить и в других странах (Закон Джонсона-Рида), то с течением времени взгляды общественности изменились. Вместе с тем усиливалось политическое влияние азиатских стран, поэтому их недовольство такой принципиальной позицией Австралии нельзя было продолжать игнорировать. Рупором этих настроений стали австралийские дипломаты, которые лучше всех были осведомлены о позиции мировой общественности. Так, еще в 1954 года верховный комиссар в Индии Уолтер Крокер настаивал на том, что необходимо провести реформы: «Масштаб и глубину возмущения трудно преувеличить». Еще через год Министерство иностранных дел сообщило о том, что необходимо убедить азиатские элиты в том, что их принимают за равных.
В 1970-х годах «белую» политику критиковали уже и в СМИ. Самый громкий скандал, освещенный в прессе и получивший широкую общественную поддержку среди австралийцев, связан с историей маленькой девочки с Фиджи, Нэнси Прасад. Миграционная служба намеревалась депортировать пятилетнего ребенка, гостившего у своей сестры, из страны к её родителям назад в Фиджи. Отец Нэнси надеялся, что девочка сможет получить разрешение остаться в Австралии со своими родственниками, чтобы не возвращаться в нищету на родине, однако государство не сделало для неё исключения. Даже когда эта ситуация привлекла внимание прессы и нашла поддержку у обычных граждан, никакие требования со стороны общественности не заставили миграционную службу изменить свою точку зрения. В знак протеста девочку даже «похитили» из аэропорта и сразу вернули родственникам. Это инсценированное похищение было попыткой активистов привлечь внимание к проблеме и повлиять на государство, а газеты писали о том, что ситуация получила такую широкую огласку, что вредит имиджу Австралии в Азии.
На тот момент критика не изменила действия миграционной службы, и девочку все-таки отправили к ее родителям. Однако этот случай получил широкий общественный резонанс и во многом поспособствовал становлению будущей политике, где нет узаконенной дискриминации.

### Противоположные концепции
Концепции салатница, культурная мозаика и мультикультурализма по своей сути являются противоположными политике «Белой Австралии», которая не предусматривала интеграцию «цветного» населения вообще.
- Салатница — сторонники этой концепции выступают за интеграцию представителей разных культур в рамках одного государства. Представители разных национальностей могут образовывать единое общество, при этом сохраняя свои характерные особенности и органично дополняя друг друга[33]. Для точного описания идеи используется метафора салата, в котором блюдо — это целая страна, а ингредиенты — это многообразное население. Ингредиенты не смешиваются между собой (не образуют единую однородную массу, как в концепции плавильного котла). Каждый уникален, и вместе разные культуры представляют собой сосуществующее органичное сочетание.
- Культурная мозаика — противоположная ассимиляции концепция, где каждый уникальный элемент-представитель своей культуры является частью единой картины, не теряя при этом своей самобытности. Разные элементы «мозаики» демографического состава государства сосуществуют друг с другом, создавая единое богатое культурное наследие нации[34].
- Мультикультурализм — концепция сохранения и развития в определенной стране культурных различий и культурного разнообразия нации.

## Отражение в культуре
Антииммиграционные настроения нашли свое отражение в песнях типа «White Australia» (Australia the White Man’s Land) 1910 года на музыку W.E. Naunton и слова Naunton и H.J.W. Gyles, а также в карикатурах того времени, многие из которых опубликованы на страницах журнала The Bulletin (изначальный слоган издания был «Австралия для белого человека»).